# Acanthistius pictus
Acanthistius pictus är en fiskart som först beskrevs av Tschudi, 1846.  Acanthistius pictus ingår i släktet Acanthistius och familjen havsabborrfiskar. IUCN kategoriserar arten globalt som livskraftig. Inga underarter finns listade i Catalogue of Life.